# Panula difficilis
Panula difficilis är en fjärilsart som beskrevs av Walker 1858. Panula difficilis ingår i släktet Panula och familjen nattflyn. Inga underarter finns listade i Catalogue of Life.